# فرغوش
فرغوش هي قرية في مقاطعة سراب، إيران. عدد سكان هذه القرية هو 938 في سنة 2006.